# Jean Cathala
Jean Cathala (fl.1645-1680) fue un cornetista, cantor, compositor y maestro de capilla francés.

## Vida
Su carrera comenzó y terminó en París, pero también se desarrolló en Amiens y Auxerre.
Una mención del 17 de febrero de 1646, seguida de otra del 28 de mayo de 1650, indica que era clérigo y cantor (tenor grave) en la Santa Capilla del Palacio de París, donde también tocaba la corneta. También figura en los registros de la Catedral de Nuestra Señora de París como empleado, con un salario de 16 centavos por día, según una ley del 2 de julio de 1649, y en 1652.
Posteriormente aparece como maestro de capilla de la Catedral de Amiens y el cabildo de la catedral le entregó la capilla vicarial de San Quintín el 2 de octubre de 1656, que antes había sido de Jean Patte y luego de Valentin de Bournonville. Renunció a su cargo en Amiens el 13 de noviembre de 1658, probablemente a causa de un desacuerdo con el capítulo. El capítulo le ordenó pocos días después abandonar el lugar antes del siguiente 30 de noviembre, día de San Andrés. Su sucesor será François Cosset, como él, compositor de misas.
En Auxerre, Cathala sucedió a Annibal Gantez como maestro de capilla de la catedral. Estaba allí en agosto de 1663, cuando entregó al cabildo de la Catedral de Troyes una copia de su misa Inclina cor meum en reconocimiento al regalo que le hizo el cabildo por haber tocado la corneta en la fiesta de San Pedro en la catedral de Troyes:

A esté agréé une messe en musicque composée par Maistre Jean Cathala Maistre de musicque en l'Eglise d'Auxerre et excellant joueur de cornet à bouquin intitulée Inclina cor meum deus, présentée de sa part en recognoissance du don qui lui fust faict par ce chapitre le trente juin dernier à cause de son assistance à la feste de Sainct Pierre à laquelle il joua dudict cornet. Laquelle messe a esté remise es mains de Me Jacques Michel Maistre de musique de ceste eglise pour la faire chanter au premier jour.
Una misa musical compuesta por el maestro Jean Cathala, maestro de música en la Iglesia de Auxerre y excelente cornetista, titulada Inclina cor meum deus, presentada por su parte en reconocimiento al don que le ha hecho este capítulo, fue aprobada el pasado 30 de junio a causa de su asistencia al festival de San Pedro en el que tocó dicha corneta. La dicha misa me fue entregada a mí, Jacques Michel, maestro de música de esta iglesia para que la cantara el primer día.

Cathala parece haber regresado a París en fecha desconocida: es probablemente el «Cathalas», cantor ordinario de la iglesia de París, que asistió el 27 de febrero de 1673 al funeral del hijo de Louis Gingart, ordinario de música del rey y de la reina, y que vivía en la calle de los Marmousets, parroquia de la Madalena. El 31 de diciembre de 1679, se decía que estaba enseñando música en París cuando presenció el matrimonio de un funcionario del arzobispo de París.

## Obra

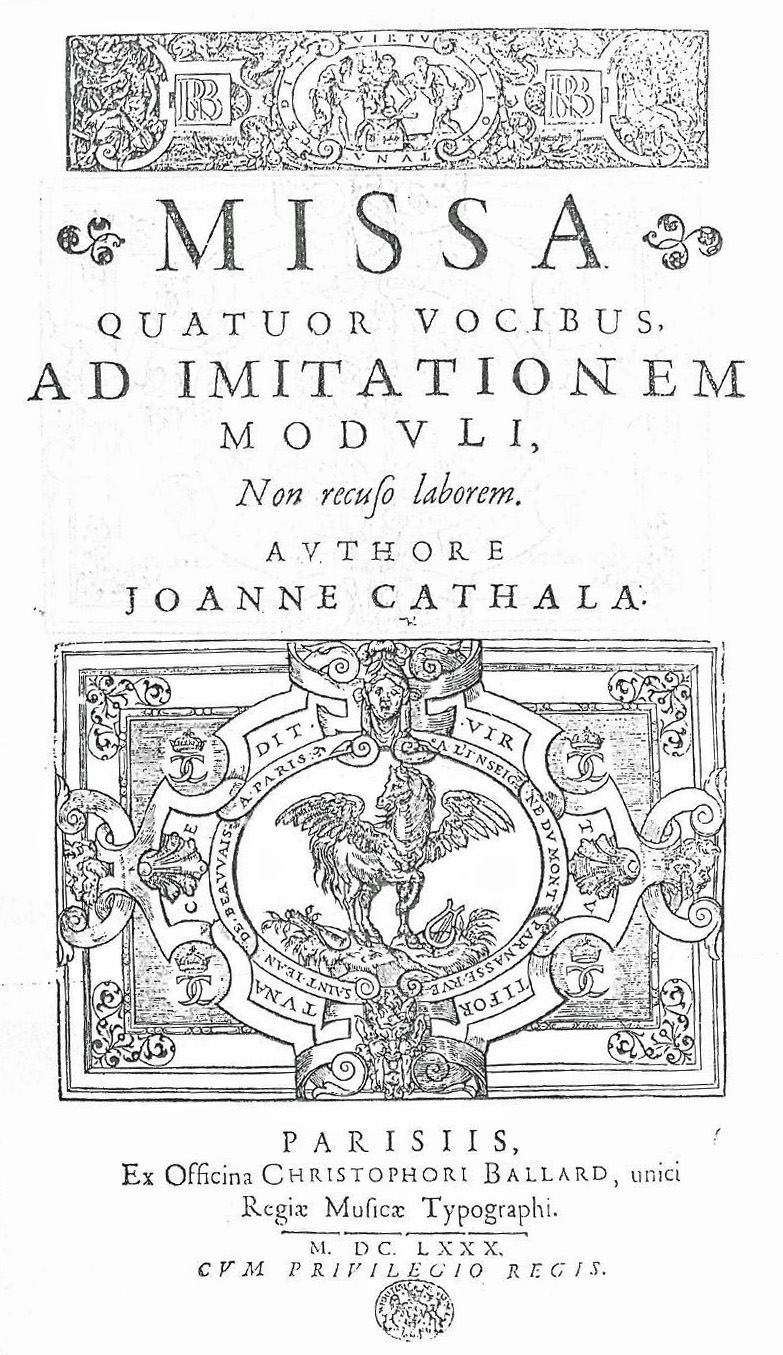
Portada de la misa Non recuso laborem de Jean Cathala (París, 1680)

Las únicas obras conocidas de Cathala son siete misas, todas publicadas en París por Robert III Ballard y luego Christophe Ballard. Sólo se han encontrado dos de ellas. Su escritura es interesante, con melodías bastante desarrolladas y un contrapunto elaborado: Cathala puede considerarse uno de los compositores de misas más interesantes de su época.
- Missa Inclina cor meum Deus, 4 v. París: Robert III Ballard, 1663 o finales de 1662. Guillo 2003 n° 1663-F.

Edición perdida, cuya existencia son revelados por los registros capitulares de la Catedral de Troyes.
La segunda edición apareció con Christophe Ballard en 1678, pero también se ha perdido. Lo revelan los catálogos de la casa Ballard y las notas de Sébastien de Brossard.
- Missa Laetare Jerusalén, 5 v. París: Robert III Ballard, 1666. Guillo 2003 N° 1666-H.

Edición perdida, cuya existencia revelan las notas de Sébastien de Brossard y los catálogos de la casa Ballard.
- Misa In luce stellarum, 5 v. París: Robert III Ballard, 1670. Guillo 2003 N° 1670-B.

Edición perdida, cuya existencia revelan las notas de Sébastien de Brossard y los catálogos de la casa Ballard.
- Missa Ecce quam bonum, 4v. París: RobertoIII Ballard, hacia ¿1660-1670? Guillo 2003 No. ND-23.

Edición perdida, cuya existencia revelan los catálogos de la casa Ballard. También podría haber aparecido al inicio de la carrera de Christophe Ballard.
- Missa Nigra sum, sed formosa, 5 v. París: Cristóbal Ballard, 1678. 2°, 20°f. RISMO C 1522.

Esta misa está íntegramente compuesta (e impresa) en notas negras, en alusión a su título (tomado del inicio del Cantar de los Cantares).
- Missa Non recuso laborem, 4v. París: Cristóbal Ballard, 1680. 2°, 18f. RISMO C 1523.
- Missa sillabica pleno-cantu cuarteto vocum ad imitationem moduli . París: Cristóbal Ballard, 1683.

Edición perdida, conocida por las notas de Sébastien de Brossard y los catálogos de la casa Ballard.